# Törökország az 1996. évi nyári olimpiai játékokon
Törökország az egyesült államokbeli Atlantában megrendezett 1996. évi nyári olimpiai játékok egyik részt vevő nemzete volt. Az országot az olimpián 9 sportágban 53 sportoló képviselte, akik összesen 6 érmet szereztek.

## Érmesek
| Érem  | Versenyző         | Sportág    | Versenyszám         |
| ----- | ----------------- | ---------- | ------------------- |
| Arany | Hamza Yerlikaya   | Birkózás   | Kötöttfogás, 82 kg  |
| Arany | Mahmut Demir      | Birkózás   | Szabadfogás, 130 kg |
| Arany | Halil Mutlu       | Súlyemelés | 54 kg               |
| Arany | Naim Süleymanoğlu | Súlyemelés | 64 kg               |
| Ezüst | Malik Beyleroğlu  | Ökölvívás  | Középsúly           |
| Bronz | Mehmet Akif Pirim | Birkózás   | Kötöttfogás, 62 kg  |

## Atlétika
Férfi
| Versenyző       | Versenyszám | 100 m | 100 m | Távolugrás | Távolugrás | Súlylökés | Súlylökés | Magasugrás | Magasugrás | 400 m | 400 m | 110 m gát | 110 m gát | Diszkoszvetés | Diszkoszvetés | Rúdugrás | Rúdugrás | Gerelyhajítás | Gerelyhajítás | 1500 m  | 1500 m | Végeredmény | Végeredmény |
| Versenyző       | Versenyszám | Idő   | Pont  | Eredmény   | Pont       | Eredmény  | Pont      | Eredmény   | Pont       | Idő   | Pont  | Idő       | Pont      | Eredmény      | Pont          | Eredmény | Pont     | Eredmény      | Pont          | Idő     | Pont   | Pont        | Helyezés    |
| --------------- | ----------- | ----- | ----- | ---------- | ---------- | --------- | --------- | ---------- | ---------- | ----- | ----- | --------- | --------- | ------------- | ------------- | -------- | -------- | ------------- | ------------- | ------- | ------ | ----------- | ----------- |
| Alper Kasapoğlu | Tízpróba    | 11,07 | 845   | 722 cm     | 866        | 12,89 m   | 661       | 192 cm     | 731        | 49,61 | 833   | 14,55     | 905       | 40,64 m       | 678           | 480 cm   | 849      | 45,24 m       | 518           | 4:38,69 | 689    | 7575        | 29.         |

Női
| Versenyző   | Versenyszám | Eredmény | Helyezés |
| ----------- | ----------- | -------- | -------- |
| Serap Aktaş | Maraton     | 2:36:14  | 23.      |

| Versenyző | Versenyszám   | Selejtező | Selejtező | Döntő    | Döntő    |
| Versenyző | Versenyszám   | Eredmény  | Helyezés  | Eredmény | Helyezés |
| --------- | ------------- | --------- | --------- | -------- | -------- |
| Aysel Taş | Gerelyhajítás | 57,86 m   | 18.       | kiesett  | kiesett  |

## Birkózás
Kötöttfogású
| Versenyző         | Versenyszám | 32-es főtábla                 | Nyolcaddöntő                      | Negyeddöntő                  | Elődöntő                        | Vigaszág 2. kör               | Vigaszág 3. kör               | Vigaszág 4. kör             | Vigaszág 5. kör              | Vigaszág 6. kör                | Bronz- mérkőzés                                        | Döntő                     | Helyezés |
| Versenyző         | Versenyszám | Ellenfél Eredmény             | Ellenfél Eredmény                 | Ellenfél Eredmény            | Ellenfél Eredmény               | Ellenfél Eredmény             | Ellenfél Eredmény             | Ellenfél Eredmény           | Ellenfél Eredmény            | Ellenfél Eredmény              | Ellenfél Eredmény                                      | Ellenfél Eredmény         | Helyezés |
| ----------------- | ----------- | ----------------------------- | --------------------------------- | ---------------------------- | ------------------------------- | ----------------------------- | ----------------------------- | --------------------------- | ---------------------------- | ------------------------------ | ------------------------------------------------------ | ------------------------- | -------- |
| Bayram Özdemir    | 48 kg       | Enrique Aguilar (MEX) · 11–0  | Joánisz Angakadzanian (GRE) · 2–3 |                              |                                 |                               | Bratan Cenov (BUL) · 4–0      | Zafar Gulijev (RUS) · 0–7   | kiesett                      | kiesett                        | kiesett                                                |                           | 11.      |
| Şeref Eroğlu      | 57 kg       | Dennis Hall (USA) · 0–3       |                                   |                              |                                 | Nisimi Kenkicsi (JPN) · 7–8   | kiesett                       | kiesett                     | kiesett                      | kiesett                        | kiesett                                                |                           | 17.      |
| Mehmet Akif Pirim | 62 kg       | Ivan Ivanov (BUL) · 1–1       |                                   |                              |                                 | Winston Santos (VEN) · 5–0    | Hu Guohong (CHN) · 3–1        | Ahad Pazach (IRI) · 4–0     | Mhitar Manoukjan (ARM) · 9–4 | Hrihorij Kamisenko (UKR) · 2–1 | K'oba Guliashvili (GEO) · 9–0                          |                           |          |
| Yalçın Karapınar  | 68 kg       | Szamvel Manoukjan (ARM) · 3–0 | Rodney Smith (USA) · 1–12         |                              |                                 |                               | Ender Memet (ROU) · 9–4       | Biszer Georgiev (BUL) · 0–5 | kiesett                      | kiesett                        | kiesett                                                |                           | 11.      |
| Nazmi Avluca      | 74 kg       | Artur Dzihazov (UKR) · 0–3    |                                   |                              |                                 | Uladzimir Kapitav (BLR) · 3–2 | Torbjörn Kornbakk (SWE) · 0–2 | kiesett                     | kiesett                      | kiesett                        | kiesett                                                |                           | 13.      |
| Hamza Yerlikaya   | 82 kg       | erőnyerő                      | Daulet Turlihanov (KAZ) · 7–0     | Valerij Cilenyc (BLR) · 5–0  | Martin Lidberg (SWE) · 1–0      |                               |                               |                             |                              |                                |                                                        | Thomas Zander (GER) · 3–0 |          |
| Hakkı Başar       | 90 kg       | Gogi Koguasvili (RUS) · 6–1   | Goran Kasum (SCG) · 3–0           | Hriszto Dimitrov (BUL) · 5–3 | Vjacseszlav Olijnik (UKR) · 0–3 |                               |                               |                             |                              | Maik Bullmann (GER) · 0–4      | Az 5. helyért · Jordánisz Konsztandinídisz (GRE) · 4–1 |                           | 5.       |

Szabadfogású
| Versenyző         | Versenyszám | 32-es főtábla                 | Nyolcaddöntő                    | Negyeddöntő                | Elődöntő                   | Vigaszág 2. kör               | Vigaszág 3. kör               | Vigaszág 4. kör              | Vigaszág 5. kör               | Vigaszág 6. kör                            | Bronz- mérkőzés                                   | Döntő                             | Helyezés |
| Versenyző         | Versenyszám | Ellenfél Eredmény             | Ellenfél Eredmény               | Ellenfél Eredmény          | Ellenfél Eredmény          | Ellenfél Eredmény             | Ellenfél Eredmény             | Ellenfél Eredmény            | Ellenfél Eredmény             | Ellenfél Eredmény                          | Ellenfél Eredmény                                 | Ellenfél Eredmény                 | Helyezés |
| ----------------- | ----------- | ----------------------------- | ------------------------------- | -------------------------- | -------------------------- | ----------------------------- | ----------------------------- | ---------------------------- | ----------------------------- | ------------------------------------------ | ------------------------------------------------- | --------------------------------- | -------- |
| Metin Topaktaş    | 52 kg       | erőnyerő                      | Adkhamdzhon Akhilov (UZB) · 5–7 | Omar Kedjaouer (ALG) · 3–0 |                            |                               |                               | Szaszajama Hideo (JPN) · 5–1 | Greg Woodcroft (CAN) · 13–1   | Maulen Mamirov (KAZ) · 5–11                | Az 5. helyért · Gholam Reza Mohammadi (IRI) · 2–4 |                                   | 6.       |
| Harun Doğan       | 57 kg       | I Jongszam (PRK) · 0–3        |                                 |                            |                            | Talata Embalo (GBS) · 3–0     | Michele Liuzzi (ITA) · 4–0    | Arif Abdullayev (AZE) · 3–1  | Aljakszandr Huzav (BLR) · 3–0 | Saban Trsztena (MKD) · 3–2                 | I Jongszam (PRK) · 0–3                            |                                   | 4.       |
| Yüksel Şanlı      | 68 kg       | Townsend Saunders (USA) · 1–3 |                                 |                            |                            | Ahmad el-Aoszta (SYR) · 1–4   | kiesett                       | kiesett                      | kiesett                       | kiesett                                    | kiesett                                           |                                   | 15.      |
| Turan Ceylan      | 74 kg       | Radion Kertanti (SVK) · 3–4   |                                 |                            |                            | Alberto Rodríguez (CUB) · 0–7 | kiesett                       | kiesett                      | kiesett                       | kiesett                                    | kiesett                                           |                                   | 18.      |
| Sebahattin Öztürk | 82 kg       | Ruslan Khinchagov (UZB) · 2–3 |                                 |                            |                            | Luis Varela (VEN) · 5–2       | Jokojama Hidekazu (JPN) · 7–1 | Gusman Jabrailov (MDA) · 5–1 | Ariel Ramos (CUB) · 5–4       | Elmagyi Zsabrailov (KAZ) · mérkőzés nélkül | Amir Reza Khadem Azgadhi (IRI) · 0–0              |                                   | 4.       |
| Mahmut Demir      | 130 kg      | Merabi Valijev (UKR) · 1–1    | erőnyerő                        | Gombos Zsolt (HUN) · 4–0   | Andrej Sumilin (RUS) · 1–0 |                               |                               |                              |                               |                                            |                                                   | Aljakszej Mjadzvedzev (BLR) · 3–0 |          |

## Cselgáncs
Férfi
| Versenyző       | Versenyszám | Selejtező         | 32-es főtábla                        | Nyolcaddöntő                | Negyeddöntő           | Elődöntő          | Vigaszág első kör             | Vigaszág negyeddöntő   | Vigaszág elődöntő       | Bronz- mérkőzés   | Döntő             | Helyezés |
| Versenyző       | Versenyszám | Ellenfél Eredmény | Ellenfél Eredmény                    | Ellenfél Eredmény           | Ellenfél Eredmény     | Ellenfél Eredmény | Ellenfél Eredmény             | Ellenfél Eredmény      | Ellenfél Eredmény       | Ellenfél Eredmény | Ellenfél Eredmény | Helyezés |
| --------------- | ----------- | ----------------- | ------------------------------------ | --------------------------- | --------------------- | ----------------- | ----------------------------- | ---------------------- | ----------------------- | ----------------- | ----------------- | -------- |
| Bektaş Demirel  | Harmatsúly  | erőnyerő          | I Szonghun (Lee Seong-Hun) (KOR) · V | kiesett                     | kiesett               | kiesett           |                               |                        |                         |                   |                   | 21.      |
| Salim Abanoz    | Könnyűsúly  | erőnyerő          | Jorge Pacce (PAR) · GY               | Sebastian Pereira (BRA) · V |                       |                   | Christophe Gagliano (FRA) · V | kiesett                | kiesett                 | kiesett           |                   | 13.      |
| Iraklı Uznadze  | Váltósúly   | erőnyerő          | Shay-Oren Smadja (ISR) · GY          | Jason Morris (USA) · GY     | Stefan Dott (GER) · V |                   |                               | Johan Laats (BEL) · GY | Gastón García (ARG) · V | kiesett           |                   | 7.       |
| Selim Tataroğlu | Nehézsúly   | erőnyerő          | Ernesto Pérez (ESP) · V              |                             |                       |                   | Frank Möller (GER) · V        | kiesett                | kiesett                 | kiesett           |                   | 13.      |

Női
| Versenyző     | Versenyszám | Selejtező                       | Nyolcaddöntő         | Negyeddöntő                                 | Elődöntő          | Vigaszág első kör | Vigaszág negyeddöntő     | Vigaszág elődöntő           | Bronz- mérkőzés     | Döntő             | Helyezés |
| Versenyző     | Versenyszám | Ellenfél Eredmény               | Ellenfél Eredmény    | Ellenfél Eredmény                           | Ellenfél Eredmény | Ellenfél Eredmény | Ellenfél Eredmény        | Ellenfél Eredmény           | Ellenfél Eredmény   | Ellenfél Eredmény | Helyezés |
| ------------- | ----------- | ------------------------------- | -------------------- | ------------------------------------------- | ----------------- | ----------------- | ------------------------ | --------------------------- | ------------------- | ----------------- | -------- |
| Hülya Şenyurt | Légsúly     | Salima Souakri (ALG) · V        | kiesett              | kiesett                                     | kiesett           |                   |                          |                             |                     |                   | 19.      |
| İlknur Kobaş  | Váltósúly   | Cristiane Parmigiano (BRA) · GY | Liu Lizhe (CHN) · GY | Csong Szongszuk (Jeong Seong-Suk) (KOR) · V |                   |                   | Susann Singer (GER) · GY | Xiomara Griffith (VEN) · GY | Jenny Gal (NED) · V |                   | 5.       |

## Íjászat
Férfi
| Versenyző          | Versenyszám | Selejtező | Selejtező | 64-es főtábla                       | 32-es főtábla     | Nyolcaddöntő      | Negyeddöntő       | Elődöntő          | Döntő             | Helyezés |
| Versenyző          | Versenyszám | Pont      | Kiemelt   | Ellenfél Eredmény                   | Ellenfél Eredmény | Ellenfél Eredmény | Ellenfél Eredmény | Ellenfél Eredmény | Ellenfél Eredmény | Helyezés |
| ------------------ | ----------- | --------- | --------- | ----------------------------------- | ----------------- | ----------------- | ----------------- | ----------------- | ----------------- | -------- |
| Okyay Küçükkayalar | Egyéni      | 618       | 61.       | Vagyim Sikarev (KAZ) (4.) · 144–166 | kiesett           | kiesett           | kiesett           | kiesett           | kiesett           | 59.      |

Női
| Versenyző                                          | Versenyszám | Selejtező | Selejtező | 64-es főtábla                            | 32-es főtábla                                | Nyolcaddöntő                                                                                     | Negyeddöntő                                                                   | Elődöntő                                                                                    | Döntő | Helyezés |
| Versenyző                                          | Versenyszám | Pont      | Kiemelt   | Ellenfél Eredmény                        | Ellenfél Eredmény                            | Ellenfél Eredmény                                                                                | Ellenfél Eredmény                                                             | Ellenfél Eredmény                                                                           | Ellenfél Eredmény | Helyezés |
| -------------------------------------------------- | ----------- | --------- | --------- | ---------------------------------------- | -------------------------------------------- | ------------------------------------------------------------------------------------------------ | ----------------------------------------------------------------------------- | ------------------------------------------------------------------------------------------- | --- | -------- |
| Elif Altınkaynak                                   | Egyéni      | 663       | 6.        | Kiss Tímea (HUN) (59.) · 155–147         | Christel Verstegen (NED) (27.) · 160–149     | Loedmila Arzjannikova (NED) (11.) · 160–150                                                      | Volha Jakusava (BLR) (35.) · 109–107                                          | He Ying (CHN) (2.) · 100–101                                                                | Bronzmérkőzés · Olena Szadovnicsa (UKR) (5.) · 102–109                                                                       | 4.       |
| Natalia Nasaridze-Çakir                            | Egyéni      | 667       | 3.        | Jill Börresen (RSA) (62.) · 168–140      | Natalia Nasaridze-Çakir (TUR) (3.) · 153–153 | kiesett                                                                                          | kiesett                                                                       | kiesett                                                                                     | kiesett | 21.      |
| Elif Ekşi                                          | Egyéni      | 633       | 38.       | Christel Verstegen (NED) (27.) · 150–155 | kiesett                                      | kiesett                                                                                          | kiesett                                                                       | kiesett                                                                                     | kiesett | 47.      |
| Elif Altınkaynak Elif Ekşi Natalia Nasaridze-Çakir | Csapat      | 633       | 2.        |                                          |                                              | Dél-afrikai Köztársaság (RSA) · Jill Börresen · Leanda Hendricks · Kirstin Lewis (15.) · 240–228 | Kazahsztán (KAZ) · Irina Leonova · Anna Mozsar · Jana Tunyance (7.) · 247–226 | Németország (GER) · Barbara Mensing · Cornelia Pfohl · Sandra Wagner-Sachse (11.) · 237–239 | Bronzmérkőzés · Lengyelország (POL) · Iwona Dzięcioł-Marcinkiewicz · Katarzyna Klata · Joanna Nowicka-Kwaśna (12.) · 239–244 | 4.       |

## Ökölvívás
| Versenyző           | Versenyszám  | Selejtező                     | Nyolcaddöntő               | Negyeddöntő                   | Elődöntő                     | Döntő                        | Helyezés |
| Versenyző           | Versenyszám  | Ellenfél Eredmény             | Ellenfél Eredmény          | Ellenfél Eredmény             | Ellenfél Eredmény            | Ellenfél Eredmény            | Helyezés |
| ------------------- | ------------ | ----------------------------- | -------------------------- | ----------------------------- | ---------------------------- | ---------------------------- | -------- |
| Yaşar Giritli       | Papírsúly    | Somrot Kamsing (THA) · 4–19   | kiesett                    | kiesett                       | kiesett                      | kiesett                      | 17.      |
| Soner Karagöz       | Harmatsúly   | Kovács István (HUN) · 3–15    | kiesett                    | kiesett                       | kiesett                      | kiesett                      | 17.      |
| Serdar Yağlı        | Pehelysúly   | Josian Lebon (MRI) · 8–9      | kiesett                    | kiesett                       | kiesett                      | kiesett                      | 17.      |
| Vahdettin İşsever   | Könnyűsúly   | Hoszin Szoltáni (ALG) · 2–14  | kiesett                    | kiesett                       | kiesett                      | kiesett                      | 17.      |
| Nurhan Süleymanoğlu | Kisváltósúly | Aboubacar Diallo (GUI) · 21–5 | Héctor Vinent (CUB) · 1–23 | kiesett                       | kiesett                      | kiesett                      | 9.       |
| Cahit Süme          | Váltósúly    | Oleg Szaitov (RUS) · 1–11     | kiesett                    | kiesett                       | kiesett                      | kiesett                      | 17.      |
| Malik Beyleroğlu    | Középsúly    | erőnyerő                      | Erdei Zsolt (HUN) · 9–8    | Tomasz Borowski (POL) · 16–12 | Mohamed Bahari (ALG) · 11–11 | Ariel Hernández (CUB) · 3–11 |          |
| Yusuf Öztürk        | Félnehézsúly | Pietro Aurino (ITA) · 7–15    | kiesett                    | kiesett                       | kiesett                      | kiesett                      | 17.      |

## Sportlövészet
Férfi
| Versenyző   | Versenyszám | Selejtező | Selejtező | Döntő   | Döntő    |
| Versenyző   | Versenyszám | Pont      | Helyezés  | Pont    | Helyezés |
| ----------- | ----------- | --------- | --------- | ------- | -------- |
| Alp Kızılsu | Trap        | 114       | 49.*      | kiesett | kiesett  |
| Alp Kızılsu | Dupla trap  | 123       | 31.       | kiesett | kiesett  |

* - hat másik versenyzővel azonos eredményt ért el

## Súlyemelés
| Versenyző          | Versenyszám | Szakítás | Szakítás | Lökés                    | Lökés                    | Összesen | Helyezés |
| Versenyző          | Versenyszám | Eredmény | Helyezés | Eredmény                 | Helyezés                 | Összesen | Helyezés |
| ------------------ | ----------- | -------- | -------- | ------------------------ | ------------------------ | -------- | -------- |
| Halil Mutlu        | 54 kg       | 132,5    | 1.       | 155,0                    | 1.                       | 287,5    |          |
| Hafız Süleymanoğlu | 59 kg       | 135,0    | 4.*      | érvényes kísérlet nélkül | érvényes kísérlet nélkül | kiesett  | kiesett  |
| Naim Süleymanoğlu  | 64 kg       | 147,5    | 1.       | 187,5                    | 1.*                      | 335,0    |          |
| Mücahit Yağcı      | 64 kg       | 135,0    | 8.*      | 167,5                    | 6.*                      | 302,5    | 7.       |
| Ergün Batmaz       | 70 kg       | 150,0    | 7.*      | 175,0                    | 15.                      | 325,0    | 11.      |
| Mehmet Yılmaz      | 76 kg       | 157,5    | 9.*      | érvényes kísérlet nélkül | érvényes kísérlet nélkül | kiesett  | kiesett  |
| Dursun Sevinç      | 83 kg       | 165,0    | 7.*      | 197,5                    | 8.                       | 362,5    | 7.       |
| Sunay Bulut        | 91 kg       | 177,5    | 3.       | 212,5                    | 4.*                      | 390,0    | 4.       |
| Erdinç Aslan       | +108 kg     | 170,0    | 15.*     | 227,5                    | 8.*                      | 397,5    | 11.      |

* - másik versenyzővel azonos eredményt ért el

## Úszás
Férfi
| Versenyző       | Versenyszám    | Előfutam | Előfutam | Előfutam | Döntő   | Döntő   | Döntő   | Helyezés |
| Versenyző       | Versenyszám    | Idő      | Hely.    | Össz.    | Típus   | Idő     | Hely.   | Helyezés |
| --------------- | -------------- | -------- | -------- | -------- | ------- | ------- | ------- | -------- |
| Kaan Berberoğlu | 50 m gyors     | 24,37    | 5.       | 51.      | kiesett | kiesett | kiesett | kiesett  |
| Can Ergenekan   | 400 m gyors    | 4:02,39  | 4.       | 27.      | kiesett | kiesett | kiesett | kiesett  |
| Can Ergenekan   | 200 m pillangó | 2:01,65  | 8.       | 27.      | kiesett | kiesett | kiesett | kiesett  |
| Derya Büyükuncu | 100 m hát      | 56,71    | 2T .     | 19.*     | kiesett | kiesett | kiesett | kiesett  |
| Derya Büyükuncu | 200 m hát      | 2:04,28  | 4.       | 21.      | kiesett | kiesett | kiesett | kiesett  |
| Derya Büyükuncu | 100 m pillangó | 54,89    | 3.       | 27.      | kiesett | kiesett | kiesett | kiesett  |

Női
| Versenyző  | Versenyszám    | Előfutam | Előfutam | Előfutam | Döntő   | Döntő   | Döntő   | Helyezés |
| Versenyző  | Versenyszám    | Idő      | Hely.    | Össz.    | Típus   | Idő     | Hely.   | Helyezés |
| ---------- | -------------- | -------- | -------- | -------- | ------- | ------- | ------- | -------- |
| Nida Zuhal | 100 m pillangó | 1:04,11  | 4.       | 36.      | kiesett | kiesett | kiesett | kiesett  |
| Nida Zuhal | 200 m pillangó | 2:18,46  | 3.       | 26.      | kiesett | kiesett | kiesett | kiesett  |

## Vitorlázás
Férfi
| Versenyző               | Versenyszám     | Futam | Futam | Futam | Futam | Futam | Futam | Futam | Futam | Futam | Futam | Futam | Pontszám | Helyezés |
| Versenyző               | Versenyszám     | 1     | 2     | 3     | 4     | 5     | 6     | 7     | 8     | 9     | 10    | 11    | Pontszám | Helyezés |
| ----------------------- | --------------- | ----- | ----- | ----- | ----- | ----- | ----- | ----- | ----- | ----- | ----- | ----- | -------- | -------- |
| Kutlu Torunlar          | Szörfvitorlázás | 17    | 18    | 22    | 26    | 20    | 19    | (27)  | 17    | (29)  |       |       | 139,0    | 22.      |
| Şükrü Sanus Kerem Özkan | 470-es osztály  | 29    | 30    | (36)  | (37)  | 34    | 21    | 29    | 28    | 33    | 33    | 30    | 267,0    | 34.      |

Női
| Versenyző   | Versenyszám     | Futam | Futam | Futam | Futam | Futam | Futam | Futam | Futam | Futam | Pontszám | Helyezés |
| Versenyző   | Versenyszám     | 1     | 2     | 3     | 4     | 5     | 6     | 7     | 8     | 9     | Pontszám | Helyezés |
| ----------- | --------------- | ----- | ----- | ----- | ----- | ----- | ----- | ----- | ----- | ----- | -------- | -------- |
| Ayşe Sözeri | Szörfvitorlázás | 22    | (25)  | 22    | (25)  | 21    | 21    | 24    | 25    | 21    | 156,0    | 25.      |

Nyílt
| Versenyző   | Versenyszám | Futam | Futam | Futam | Futam | Futam | Futam | Futam | Futam | Futam | Futam | Futam | Pontszám | Helyezés |
| Versenyző   | Versenyszám | 1     | 2     | 3     | 4     | 5     | 6     | 7     | 8     | 9     | 10    | 11    | Pontszám | Helyezés |
| ----------- | ----------- | ----- | ----- | ----- | ----- | ----- | ----- | ----- | ----- | ----- | ----- | ----- | -------- | -------- |
| Alp Alpagut | Laser       | 35    | 32    | 37    | (40)  | 40    | 40    | 40    | (41)  | 33    | 38    | 33    | 328,0    | 40.      |